# Acrotylus trifasciatus
Acrotylus trifasciatus är en insektsart som beskrevs av Kevan, D.K.M. 1961. Acrotylus trifasciatus ingår i släktet Acrotylus och familjen gräshoppor.

## Underarter
Arten delas in i följande underarter:
- A. t. trifasciatus
- A. t. roseus